# Liban Farra
Liban Farra zijn een reeks van vulkanen op Venus. De Liban Farra werden in 1994 genoemd naar Lí Ban, een watergodin uit de Ierse mythologie.
De vulkanengroep, bestaande uit vijf pancake domes, heeft een diameter van 100 kilometer en bevindt zich in het quadrangle Carson (V-43) ten oosten van Menkerot Dorsa.